# Elena Asins
Elena Asins Rodríguez (Madrid, 2 de marzo de 1940-Azpíroz, Navarra, 14 de diciembre de 2015) fue una artista plástica, escritora, conferenciante y crítica de arte española, considerada una figura destacada del arte conceptual en España.
Basó su lenguaje plástico en el cálculo sistemático a base de nuevas tecnologías, siendo una de las primeras artistas en España en incorporar estos elementos en su obra.En 2006 recibió la Medalla de Oro al Mérito en las Bellas Artes del Gobierno de España y en 2011 el Premio Nacional de Artes Plásticas.

## Biografía
Estudió en la Escuela de Bellas Artes de París y en las universidades de Stuttgart (Alemania), Complutense de Madrid y Nueva York. Elena Asins inició su carrera colaborando con el grupo Castilla 63, fundado en 1963 por Miguel Pinto.
Comenzó su carrera en Madrid dentro de la disciplina de pintura y con una influencia notable de la figura de Jorge Oteiza. Participa con unas obras geométricas muy radicales en la importante exposición Arte objetivo (1967), con la que se dio a conocer la abstracción de raíz constructiva y geométrica en España.
Después estudió en el Centro de Cálculo de la Universidad de Madrid, donde coincidió con José María Yturralde y otros artistas muy jóvenes en un seminario dedicado a la generación de formas plásticas a través de computadoras. Muy importante fue también en su carrera el paso por la Universidad de Stuttgart, donde se interesó en los fundamentos de la semiótica. También pasó por la Universidad de Columbia. Todo ello le permitió tomar conciencia de las bases matemáticas del arte, de la relevancia que posee la idea como verdadero motor del arte y de las posibilidades que se le abrían con el empleo de otros medios distintos a los tradicionales. Desde entonces el uso de la tecnología, entendida como herramienta de trabajo y no como un fin en sí mismo, ha acompañado todo el trabajo artístico de Elena Asins, la única artista, junto a Manuel Barbadillo, que continuó investigando las potencialidades de la aplicación digital al campo de la plástica.
En 1988 obtuvo el primer premio en Zeitschrift für Kunst und Medien en Karlsruhe (Alemania). Su obra se encuentra en museos y colecciones privadas y públicas, como el Museo Nacional Centro de Arte Reina Sofía, el Museo de Arte Abstracto de Cuenca, el Museo de Bellas Artes de Álava, el Instituto Valenciano de Arte Moderno, Museu d'Art Contemporani  Vicente Aguilera Cerní de Vilafamés, Fundación Banesto, la colección Unión FENOSA, el MACA (Museo de Arte Contemporáneo de Alicante), y el Museo de Bellas Artes de Bilbao, el Museo de Arte Contemporáneo Helga de Alvear, entre otras.
Después de elaborar una obra basada en el análisis de la forma geométrica pura, en enero de 1990 comienza sus investigaciones en torno al Canons 22, llamado así tanto porque durante su estancia en Hamburgo había empezado a denominar “canons”, en recuerdo a Juan Sebastián Bach, las partes mínimas de que se componía una obra, como por el número de partes hallado hasta ese instante.

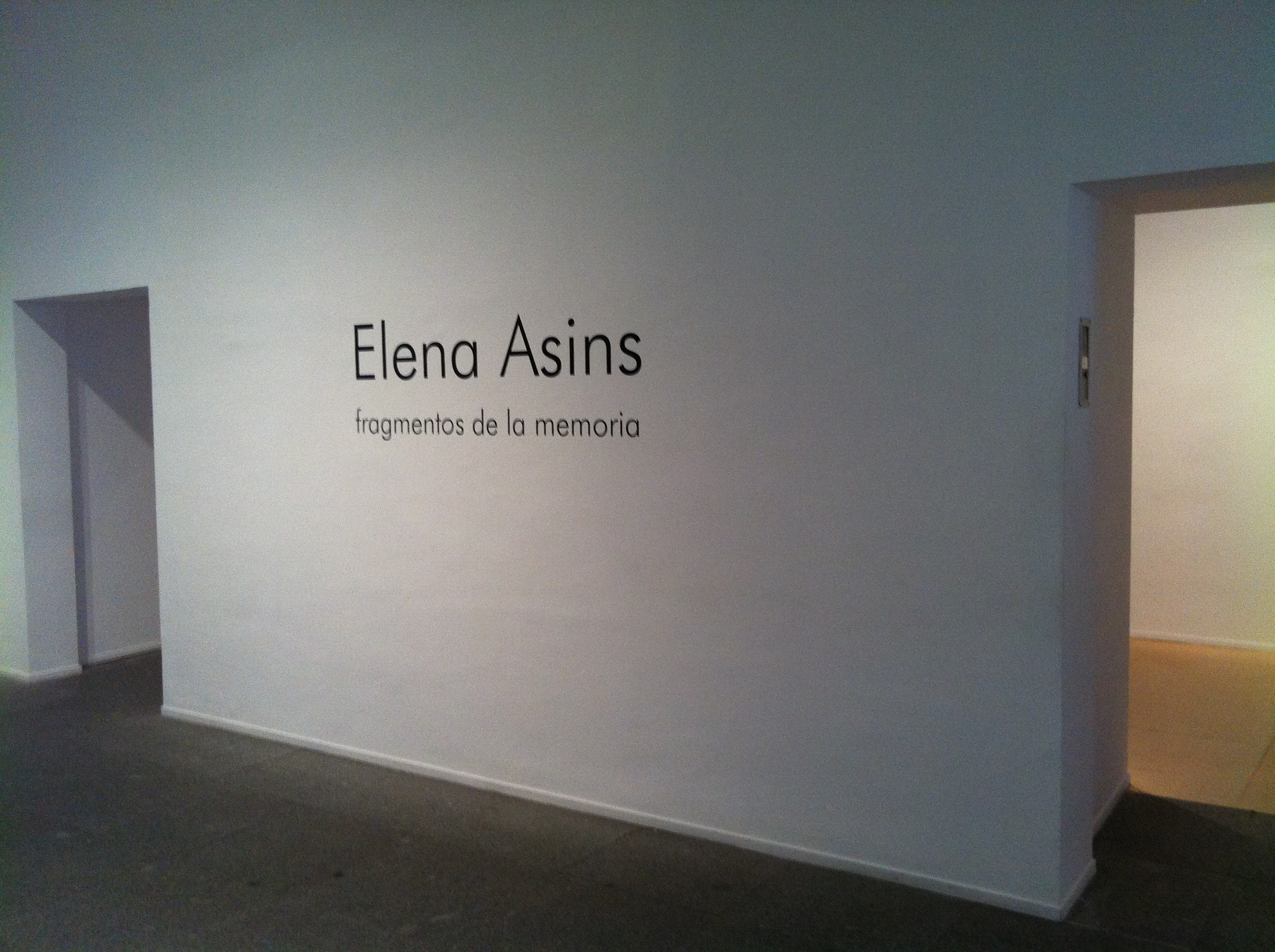
Exposición de Elena Asins en el MNCARS.

Durante su carrera profesional y artística, realizó más de 40 exposiciones individuales en distintos países, y como labor teórica desarrolló y publicó una serie amplia de ensayos sobre estética y poemas de poesía experimental en publicaciones especializadas en arte, en España, Francia, Alemania y Estados Unidos. En 2011 el Museo Nacional Centro de Arte Reina Sofía presentó la exposición retrospectiva titulada Elena Asins. Fragmentos de memoria.
Elena Asins trabajó durante muchos años en una vieja casa rehabilitada por ella misma en la localidad navarra de Azpíroz, donde creó la mayoría de sus obras que pueden verse ahora en los museos. Siempre ha sido crítica con el sistema del arte en España y con las instituciones:

«España no es una madre, es una madrastra: trata mal a los artistas, a los intelectuales»
Elena Asins, ABC, 2012

Elena Asins falleció en 2015 y dejó como heredero al Museo Nacional Centro de Arte Reina Sofía de un total de 1.245 piezas.
En 2018 con motivo del 40 aniversario de la Constitución española su obra formó parte de la exposición conmemorativa El poder del arte. Las obras de esta exposición procedían del Museo Centro de Arte Reina Sofía y estuvieron ubicadas en las sedes del Congreso de los Diputados y el Senado.
En 2019 tuvo lugar su exposición individual titulada Elena Asins. La ciencia como herramienta del arte en la Sala Vimcorsa en Córdoba, comisariada por Angus Freijo.
En 2020 se presentó de manera virtual por el Museo Nacional Centro de Arte Reina Sofía el documental Aquí no hay nada que comprender, sobre la obra de Elena Asins, dirigido por Javi Álvarez y Olga Sevillano y producido por el museo. Ese mismo año se presentó su exposición individual, titulada HORIZONTES, en la Galería Freijo en Madrid.

## Premios y reconocimientos
- En 2006 recibió la Medalla de Oro al Mérito en las Bellas Artes.[21]
- En 2011 recibió el Premio Nacional de Artes Plásticas.[22]
- En 2012 recibió el Premio Arte y Mecenazgo, en la categoría de artista.[23]